# Абу'л-Хасан аль-Хасан ібн Алі
Абу'л-Хасан аль-Хасан ібн Алі (араб. علي بن يحي; нар. 1009–1171) — останній емір держави Зірідів в Іфрикії у 1121—1148 роках.

## Життєпис
Походив з династії Зірідів. Син еміра Алі. Народився у 1009 році в Махдії. 1121 року після смерті батька успадкував трон. Втім, через малий вік країною фактично керували родичі та візири. Вони продовжили політику союзу з Альморавідами, флот яких 1123 року захопив місто Нікотера в Калабрії. У відповідь флот Сицилійського королівства атакував порт Аль-Дімас, але напад було відбито.
У 1135 році нормандці сицилійського короля Рожера ІІ захопили острів Джерба, що неподалік від африканського узбережжя, посиливши небезпеку для Зірідів. Згодом бойові дії здійснювали рейдами: флот Зірідів і Альморавідів атакував Сицилію і Калабрію, а християни спробували закріпитися в Африці. Разом з тим Абу'л-Хасан відбив напад військ Хаммадідів на Махдію. Проте згодом мусив укласти військові та торгівельні угоди на користь Сицилійського королівства, війська якого взяли порти Зірідів під охорону. Так, в заставу королю Рожеру було передано митні збори.
У 1148 році проти нього повстав один з командирів рабської гвардії Юсуф, але не зміг закріпитися в місті Кавсар і згодом втік до Сицилії. Тут він спонукав короля Рожера почати кампанію проти Зірідів. Спочатку християни захопили острів Косра (сучасна Пантелерія). Потім сицилійський флот на чолі з адміралом (еміром емірів) Георгієм Антіохійським раптово захопив столицю держави — Махдію. Невдовзі усі прибережні міста Зірідів опинилася під владою Сицилійського королівства, а також було встановлено його зверхність на державою Хусранідів в Тунісі.
Емір ледве встиг втекти, перебравшись до свого родича Ях'ї, еміра держави Хаммадідів. Але невдовзі той ув'язнив Абу'л-Хасана в Алжирі. Тут він перебував до 1151 року, коли його звільнив Абд аль-Мумін, халіф Альмохадів.
Згодом разом з військом Альмохадів виступив на відвоювання родинних володінь. Спочатку ті 1159 року повалили Хусранідів в Тунісі, потім у 1160 року відвоювали Махдію, але не повернули її Абу'л-Хасану. Той до 1167 року мешкав у Завілі, передмісті Махдії, за цим викликаний халіфом Абу Якуб Юсуфом до Мараккешу, але помер на шляху в Тамасні (Західне Марокко) у 1171 році.